# Nepal ai XXII Giochi olimpici invernali
Il Nepal ha partecipato ai XXII Giochi olimpici invernali, che si sono svolti dal 7 al 23 febbraio a Soči in Russia, con una delegazione composta da un atleta.

## Sci di fondo
| Gara           | Atleta          | Finale  | Finale   | Finale    |
| Gara           | Atleta          | Tempo   | Distacco | Posizione |
| -------------- | --------------- | ------- | -------- | --------- |
| 15 km maschile | Dachhiri Sherpa | 55'39"3 | +17'09"6 | 86        |